# Dankenfeld
Dankenfeld ist ein Gemeindeteil der Gemeinde Oberaurach im unterfränkischen Landkreis Haßberge in Bayern.

## Lage
Das Pfarrdorf liegt auf freier Flur im Südosten der Gemeinde, an der Einmündung der Kreisstraße HAS 26 in die Staatsstraße 2274. Die ca. 1 km südwestlich liegende Einöde Seesbühl gehört zur Ortschaft.
Am westlichen Ortsrand im Heinzleinsgrund entspringt ein namenloser Quellbach, der nordwestlich verlaufenden Aurach, eines orografisch linken Nebenflusses der Regnitz. Der Schößbach fließt nördlich des Ortes.

## Geschichte
Dankenfeld wurde 1306/07 erstmals urkundlich erwähnt.
Vor der Gebietsreform in Bayern war Dankenfeld eine Gemeinde im Landkreis Haßfurt. Am 1. Mai 1978 schloss sie sich mit weiteren Gemeinden zur neugegründeten Gemeinde Oberaurach zusammen.

## Baudenkmäler
In der Liste der Baudenkmäler in Oberaurach sind für Dankenfeld 13 Baudenkmale aufgeführt, darunter die 1718/1854 aus Sandsteinquadern erbaute katholische Schlosskirche Maria Himmelfahrt, ein Saalbau mit eingezogener Rundapsis, Satteldach und Dachreiter.

## Personen
- Die Schriftstellerin Charlotte von Kalb (1761–1843) verbrachte einen Teil ihres Lebens im Dankenfelder Schloss.[5]